# Motor dianteiro, tração traseira
O motor dianteiro, tração traseira, ou FR (em inglês: front-engine, rear-wheel-drive) no desenho automotivo refere-se a quando tanto o motor está localizado na parte dianteira do carro e a transmissão estão posicionados atrás do veículo, ligados por um eixo cardã, essa foi a configuração mais comum dos carros de passeio do século XX.
O motor pode estar alocado em duas diferentes posições, paralelo ao eixo traseiro ou atrás do eixo dianteiro, nessa última configuração dá-se o nome de FMR.

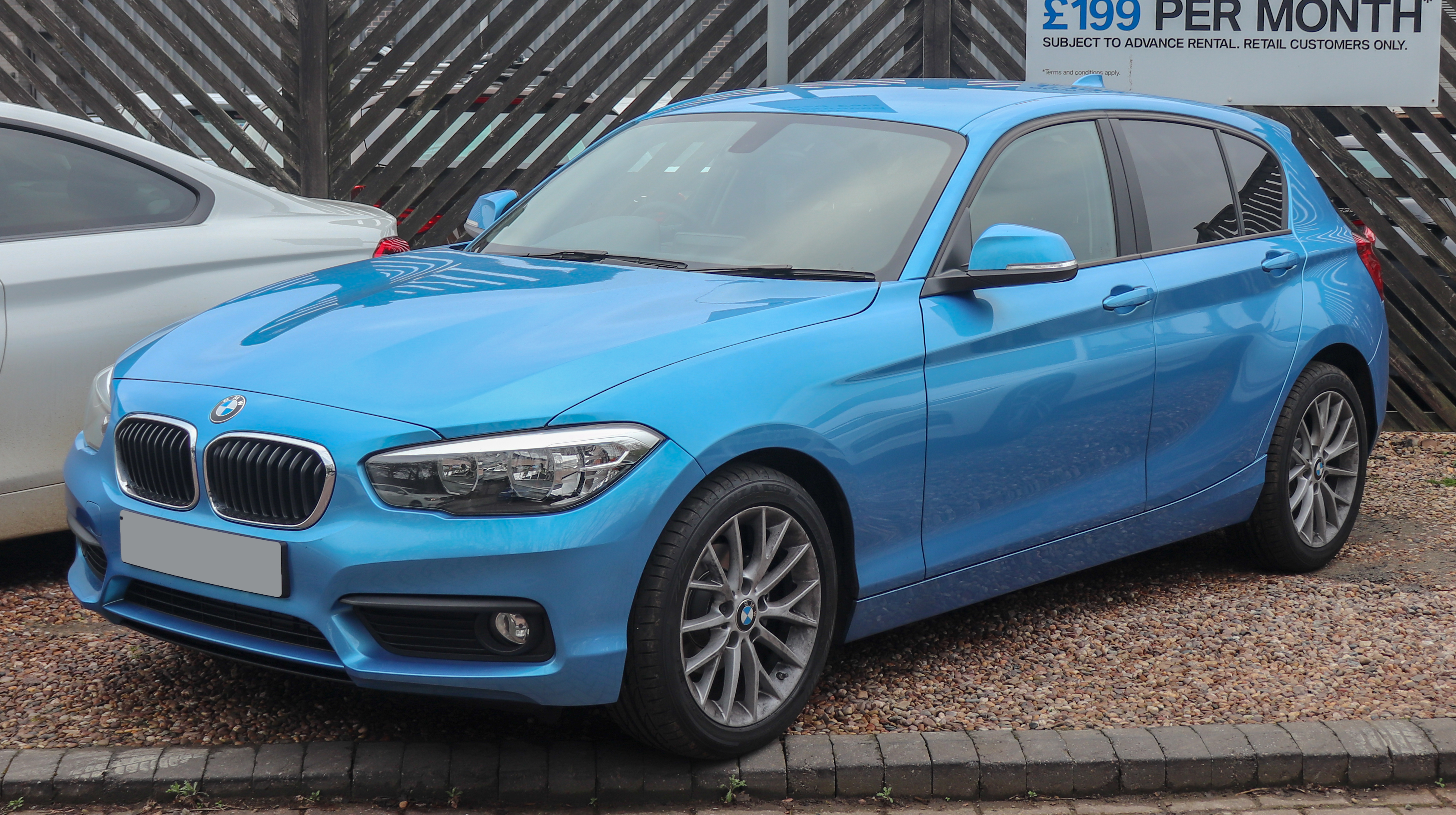
BMW Série 1, exemplo de carro com motor dianteiro e tração traseira.